# Chail
Chail là một thị xã và là một nagar panchayat của quận Kaushambi thuộc bang Uttar Pradesh, Ấn Độ.

## Địa lý
Chail có vị trí 25°26′B 81°38′Đ / 25,43°B 81,63°Đ Nó có độ cao trung bình là 82 mét (269 foot).

## Nhân khẩu
Theo điều tra dân số năm 2001 của Ấn Độ, Chail có dân số 7726 người. Phái nam chiếm 53% tổng số dân và phái nữ chiếm 47%. Chail có tỷ lệ 41% biết đọc biết viết, thấp hơn tỷ lệ trung bình toàn quốc là 59,5%: tỷ lệ cho phái nam là 51%, và tỷ lệ cho phái nữ là 30%. Tại Chail, 19% dân số nhỏ hơn 6 tuổi.